# Mancoa mexicana
Mancoa mexicana är en korsblommig växtart som beskrevs av Ernest Friedrich Gilg och Reinhold Conrad Muschler. Mancoa mexicana ingår i släktet Mancoa och familjen korsblommiga växter. Inga underarter finns listade i Catalogue of Life.